# Cratere Endymion

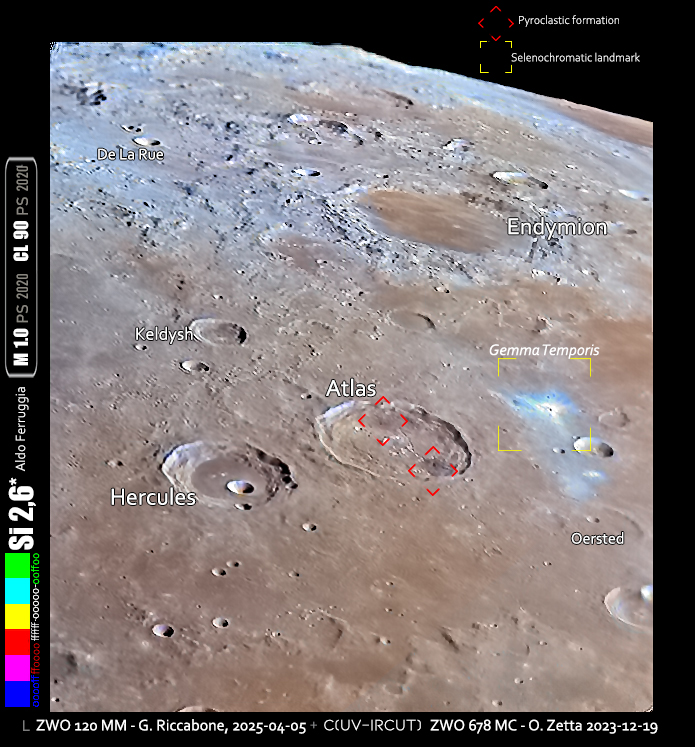
L'area del cratere in formato selenocromatico

Endymion è un grande cratere lunare di 122,1 km situato nella parte nord-orientale della faccia visibile della Luna, a est del Mare Frigoris e a nord del Lacus Temporis. A sudovest è presente il cratere cratere Atlas. A causa della sua posizione prossima al bordo osservabile, il cratere appare ovoidale. Oltre il cratere lungo il bordo lunare è presente il Mare Humboldtianum.
Il letto del cratere è stato ricoperto da materiale lavico con basso albedo, che lo rende scuro e relativamente facile da localizzare. Il letto è liscio e senza strutture, tranne pochi crateri che si trovano all'interno del bordo. La superficie interna è attraversata dalle strisce della raggiera del cratere Thales che si trova a nord-nordovest. Il terrazzamento esterno è basso, grande e consumato dagli impatti.
Il cratere è dedicato a Endimione, personaggio della mitologia greca.

## Crateri correlati
Alcuni crateri minori situati in prossimità di Endymion sono convenzionalmente identificati, sulle mappe lunari, attraverso una lettera associata al nome.
| Endymion | Coordinate            | Diametro (in km) |
| -------- | --------------------- | ---------------- |
| A        | 54°36′36″N 62°33′36″E | 29,75            |
| B        | 59°51′36″N 67°45′00″E | 59               |
| C        | 58°22′12″N 60°33′00″E | 32,74            |
| D        | 52°17′24″N 62°09′00″E | 22,61            |
| E        | 53°35′24″N 66°14′24″E | 18               |
| F        | 56°31′12″N 63°36′00″E | 10,97            |
| G        | 56°25′48″N 55°35′24″E | 14,11            |
| H        | 50°59′24″N 56°09′00″E | 15,87            |
| J        | 53°30′36″N 50°42′36″E | 66,05            |
| K        | 51°10′48″N 52°12′00″E | 6,65             |
| L        | 55°28′48″N 71°23′24″E | 9,56             |
| M        | 52°41′24″N 71°04′48″E | 9,35             |
| N        | 52°24′00″N 69°37′48″E | 8,63             |
| W        | 52°45′36″N 69°32′24″E | 10,61            |
| X        | 52°56′24″N 50°01′48″E | 5,98             |
| Y        | 55°46′48″N 57°58′12″E | 6,57             |